# 条約の無効
本項目では条約の無効について述べる。条約とは国家または国際組織の間で締結される文書の形式による国際的合意であるが、その合意は自由意志による真正な合意でなければならず、合意の内容も適法なものでなければならない。そのため同意に瑕疵がある場合や合意内容が強行規範に反する場合には条約が無効とされることがある。

## 無効原因
| -          | 国内法違反       | 権限踰越         | 錯誤             | 詐欺             | 買収             | 代表者への強制   | 国家への強制     | 強行規範違反   |
| ---------- | ---------------- | ---------------- | ---------------- | ---------------- | ---------------- | ---------------- | ---------------- | -------------- |
| 無効の程度 | 相対的無効       | 相対的無効       | 相対的無効       | 相対的無効       | 相対的無効       | 絶対的無効       | 絶対的無効       | 絶対的無効     |
| 無効の理由 | 真正の同意の欠如 | 真正の同意の欠如 | 真正の同意の欠如 | 真正の同意の欠如 | 真正の同意の欠如 | 真正の同意の欠如 | 真正の同意の欠如 | 合意内容の違法 |

国際法委員会が条約法に関するウィーン条約(以下「条約法条約」と略す)の草案作成を行った際、条約の無効原因について国内私法上の原則を類推することが可能かどうかが検討された。国内法上、契約上の権利義務の法的効果が完全に発生するためには、当事者の自由な意思表示の確保がもとめられ、錯誤、詐欺、公序良俗違反による契約の一部または全部の無効が定められている。このような国内私法上の原則をそのまま無条件に類推することは困難であると考えられたが、結局1969年に採択された条約法条約では国内法上の分類にならって条約の無効原因を定めた。
条約法条約42条1項では条約の有効性は同条約の適用によってのみ否認できることとされ、条約の無効原因を同条約に列挙される8つの場合に限定した。8つの無効原因のうち合意内容の違法を理由とする無効原因は強行規範に違反する場合の無効を定めた53条のみであり、他は真正の同意の欠如を理由とする無効原因である。これら8つの無効原因は条約が締結された当初から無効とされるもの(絶対的無効原因)と、当事国が無効原因として援用できるにとどまるもの(相対的無効原因)とに分けられ、無効性の程度に差異が設けられている。

### 相対的無効原因

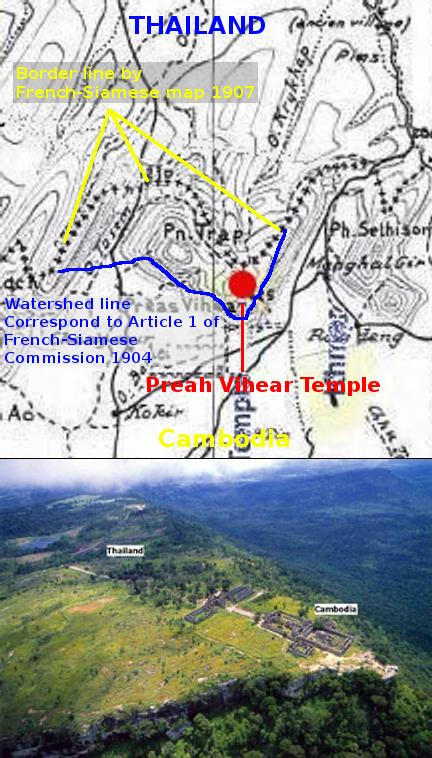
タイが錯誤を主張したプレア・ビヘア寺院周辺の地図(上段)と上空からの寺院(下段)。

以下の相対的無効原因は当事国が無効原因として援用できるにとどまるものであり。条約の根拠となる事実を了知したうえで条約の有効性に対して同意を与えたり、黙認した場合には無効を主張することができない(条約法条約45条)。国内法違反、権限踰越、錯誤、詐欺、買収がこの相対的無効原因に当たる。

#### 国内法違反
条約締結時になされる国家の同意の表明が国内法違反であった場合の条約の効力について、かつて争いがあった。国内法違反の同意の表明があった場合には条約を無効とする立場によると、同意を表明する機関と手続きは国内法にもとづいているため、国内法に違反する同意の表明があったときは条約は無効であるとした。これに対して同意の表明が国内法違反であった場合にも条約が有効とする立場によると、国際法は対外的に表明された国家の意思にかかわるものであり、同意の表明が国内法上の要件を満たしていないからと言って国際法上の条約の効力には影響を及ぼさないとした。さらに両者の折衷的な見解もあった。条約法条約は条約の円滑な締結と条約関係の安定性の確保のため、「違反が明白でありかつ基本的な重要性を有する国内法の規則に関わるものである場合」を除いて、国内法違反の条約であっても原則的に有効と定めた(46条1項)。また、「違反が明白」である場合とは、「通常の慣行に従いかつ誠実に行動するいずれの国にとつても客観的に明らかであるような場合」とされた(46条2項)。

#### 権限踰越
同意を表明する国家の代表者に与えられた権限に対して国家が制限を設けていた場合に、その代表者がその制限に従わずに同意を表明した場合であっても、そのような制限が設けられていたことがあらかじめ相手国に対して通知されていなかった場合には無効原因として援用することができないと条約法条約に定められた(47条)。批准、受諾、承認を条件とする条約は代表者が署名や条約構成文書の交換を行った後に国家がその条約を拒否するか受け入れるかを選択することができるため、代表者の権限踰越による条約無効の規定は適用されない。

#### 錯誤
錯誤による条約無効は条約法条約48条に定められた。条約の無効原因として錯誤が主張されることは稀で、過去に主張されたのはほとんど領土の境界線に関する紛争における地図上の錯誤である。例えばプレア・ビヘア寺院事件ICJ判決では地図上の国境線についてタイが錯誤を主張し、ICJは「錯誤を主張する当事者が、自らの行為によって錯誤の発生に寄与したかまたはこれを回避しえた場合、あるいはその発生の可能性について事前に知ることができた状況にあった場合には、錯誤の抗弁は同意を無効とする要素とは認められないのであり、これは確立されたほう規則である。」との判断を示した。条約締結の時に存在していると考えられる事実や事態に関する錯誤でなければ無効を主張することはできず、その事実または事態が条約に拘束されることについての不可欠な基礎を構成する場合にのみ錯誤による無効を主張することができる。

#### 詐欺
条約法条約49条には詐欺による無効が規定されたが、詐欺による条約無効が主張された国際先例は存在しないとされている。実際に詐欺に当たる事例があったとしても、詐欺による無効を主張する国は自らの不明を認めることとなるため、そのような場合であっても詐欺による条約の無効が主張されることはないとも指摘される。

#### 買収
条約法条約50条に買収による条約無効が規定されたのは途上国からの強い要望があったためと言われているが、買収を理由に条約の無効が主張されたことはなく、歴史上そうした紛争が生じたこともないと言われている。買収による無効については通常の儀礼的接待との区別が困難であり、無効を主張する側にも腐敗があるとの指摘がある。

### 絶対的無効原因

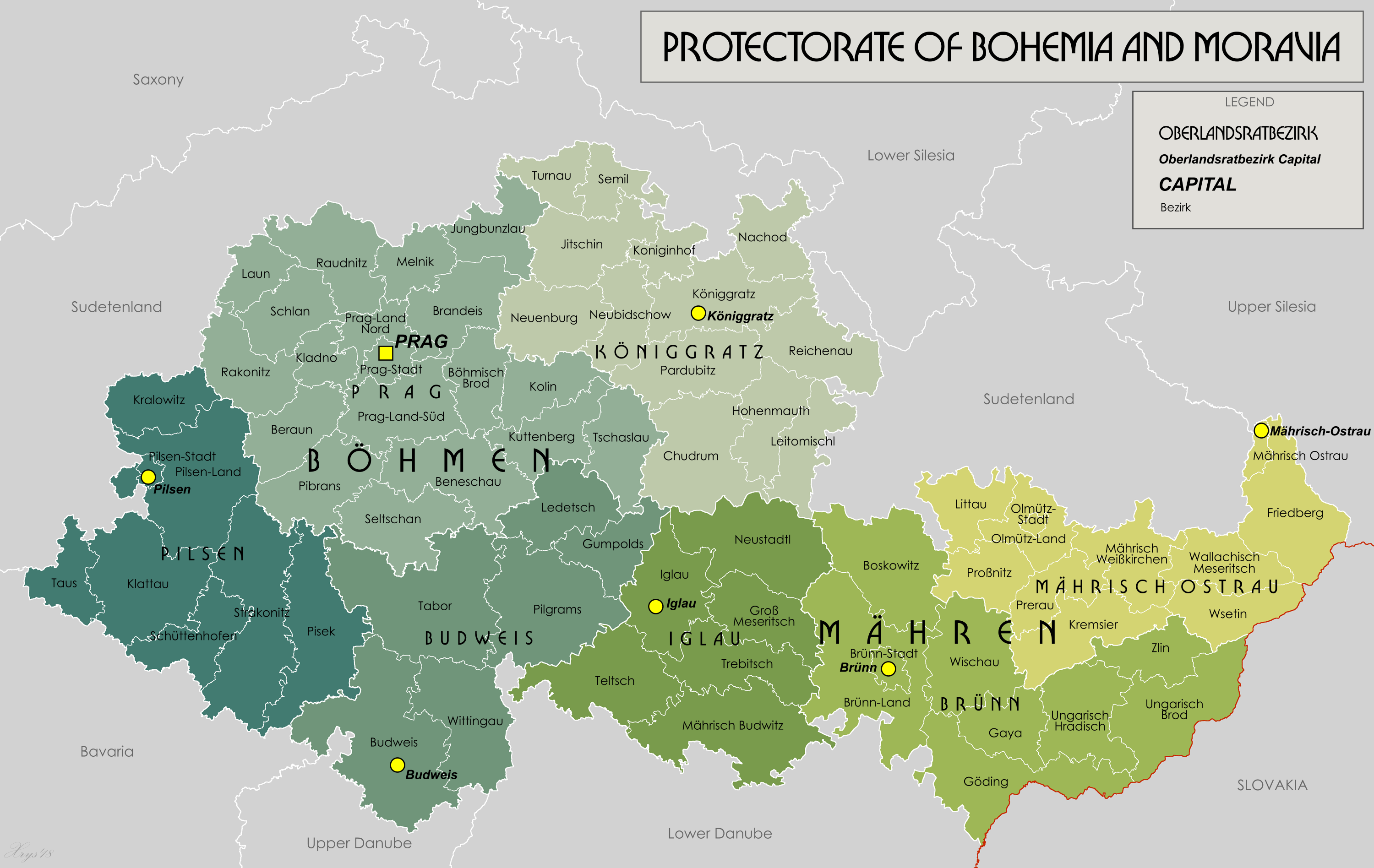
ベーメン・メーレン保護領の地図。1939年にナチス・ドイツがボヘミアとモラヴィアを保護領としたもの。

絶対的無効原因に当たる場合には、当事者によって援用されるまでもなく条約は当初から無効とされる。国家の代表者に対する強制、国家そのものに対する強制、強行規範違反がこれに当たる。

#### 国家の代表者に対する強制
条約法条約51条に定められた。国家の代表者個人に対して行われた強制の結果、国家が条約に拘束されることに対して同意の表明を行った場合、その条約は無効とされる。恐喝や脅迫といった行為がこれに当たり、代表者本人だけでなく代表者の家族に対して行われた強制もこれに含まれる。このような強制が行われた事例はまれであるが、1939年にチェコスロバキアの大統領と外務大臣が身体的な強制を受けた結果、ボヘミアとモラヴィアに対するドイツの保護条約に署名をさせられたという事例があった。この事例においてはプラハに対して爆破と破壊をするとの脅迫が行われたため、後述する国家そのものに対する強制の側面をも含むものと考えられている。このように代表者に対する強制と国家そのものに対する強制とは明確な区別が困難な場合があるが、法的には両者は区別されるべきものという理由から区別されて条約法条約に規定された。

#### 国家そのものに対する強制
戦争を終結されるために締結される講和条約の効力を確保するため、かつては国家そのものに対する強制の結果締結された条約は有効とされてきた。しかしこのような手法は戦争が合法なものと考えられていた時代に確立したものであり、国連憲章2条4項により武力の行使、武力による威嚇が一般的に禁止されたこと（武力不行使原則）を踏まえて、条約法条約52条は国家に対する強制の結果締結された条約は無効と定めた。ただし第二次世界大戦後日本が連合国と締結したポツダム宣言は日本に対する強制の結果締結されたものであったが、条約法条約75条により、連合国が敵国と戦争終結のため締結した条約については国家に対する強制の結果締結された条約であっても例外的に有効とされており、これによりポツダム宣言は有効とされている。

#### 強行規範違反
強行規範とは、国際法上いかなる逸脱も許されない規範と定義されるが、条約法条約53条は締結の時に強行規範に反する条約は無効と定めた。強行規範はかつて学説上の主張にとどまるものであったが、条約法条約は実定法として強行規範の存在を認めたものである。しかし国連憲章に反する武力行使、ジェノサイド、海賊行為、奴隷売買といった行為が強行規範違反に該当することについてはほぼ異論はないところであるが、具体的に何が強行規範に当たるのかについて条約法条約には明確に定められていない。